# Finançament
El finançament és l'acció d'aconseguir recursos i mitjans de pagament per a un projecte o una empresa per destinar-los a l'adquisició de béns i serveis, necessaris per el desenvolupament de les funcions de l'empresa o la realització d'un projecte.
L'estudi del finançament analitza el flux dels diners entre individus, empreses o Estats. Les finances són una branca de l'economia que estudia l'obtenció i gestió, per part d'una companyia, individu o de l'Estat, dels fons que necessita per a complir els seus objectius i dels criteris amb què disposa dels seus actius.
Les finances tracten, per tant, de les condicions i oportunitat que s'aconsegueix el capital, dels usos d'aquest i dels pagaments i interessos que es carreguen a les transaccions en diners. També sol definir-se com l'art i la ciència d'administrar diners. 
El terme finances prové del llatí "finis", que significa acabar. Les finances tenen el seu origen en la finalització d'una transacció econòmica amb la transferència de recursos financers (amb la transferència de diners s'acaba la transacció).
Aquestes transaccions financeres, van existir des que l'home creo el concepte de diners, però es van establir ja en forma a principis de l'era moderna quan van sorgir els primers prestadors i comerciants establint tractats sobre matemàtiques financeres on s'esmentaven temes com el càlcul d'interessos o el maneig d'Estats Financers (Història del capitalisme).
La finança és aquella part de l'economia que estudia els aspectes relacionats amb el maneig d'afers monetaris d'un volum considerable, com ara la demanda i oferta, les teories sobre els tipus d'interès, els actius financers, el cost de finançament de les empreses, l'avaluació de projectes d'inversió empresarial, etc.